# Parlamentswahl in Estland 1923

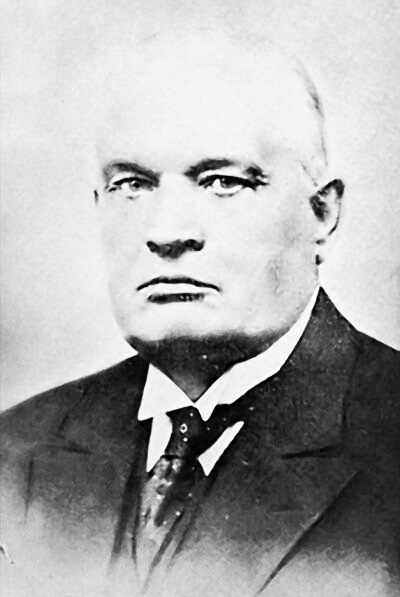
Konstantin Päts vom Bund der Landwirte (Põllumeeste Kogud)

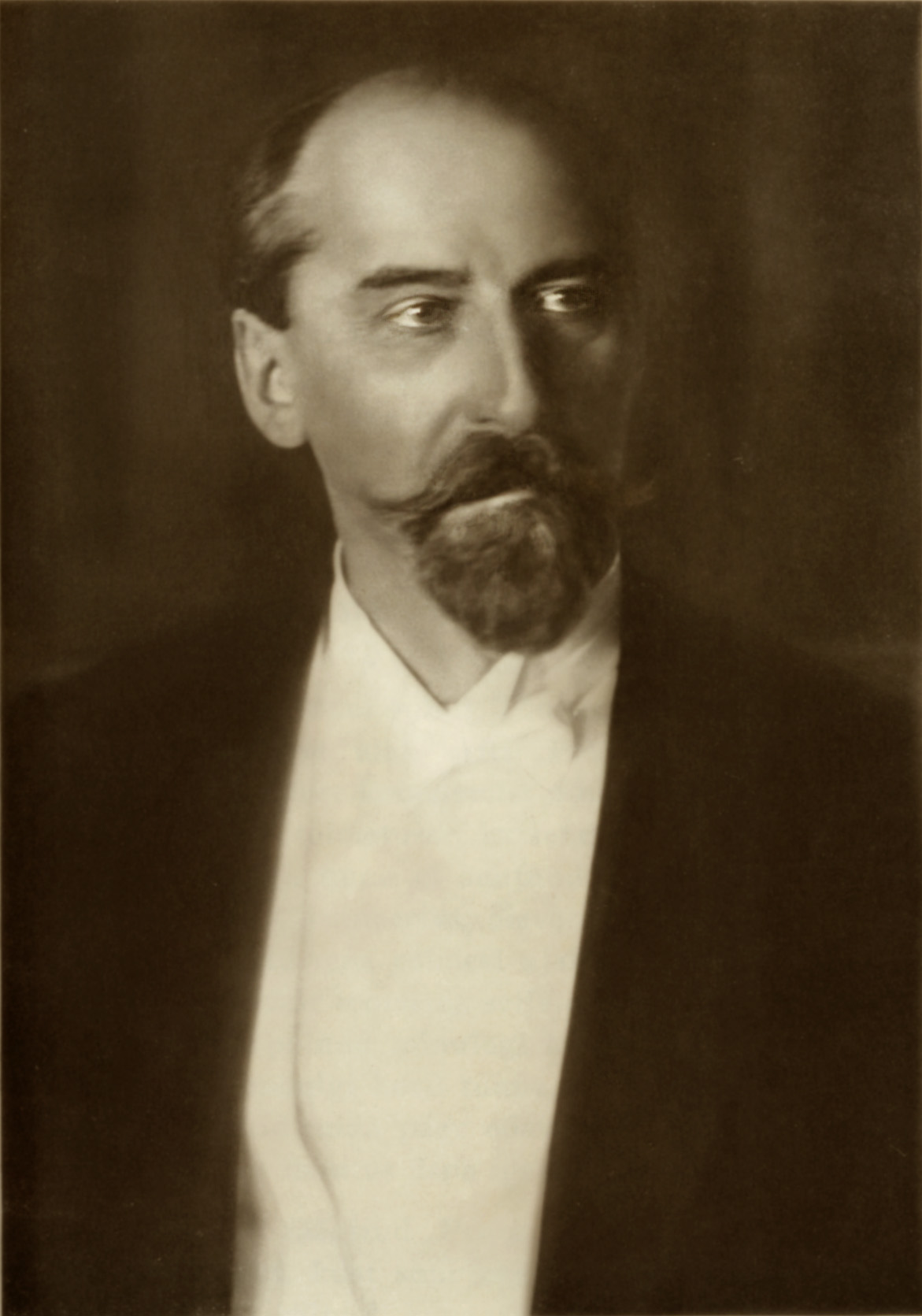
Jaan Tõnisson, Vorsitzender der Estnischen Volkspartei (Eesti Rahvaerakond)

Die estnische Parlamentswahl 1923 fand vom 5. bis 7. Mai statt. Es waren die Wahlen zur zweiten Legislaturperiode des estnischen Parlaments (Riigikogu) nach Verabschiedung der estnischen Verfassung von 1920.

## Wahltermin
Die Wahlen 1923 fanden als vorgezogene Parlamentswahl statt. In einem Referendum, das vom 17. bis 19. Februar 1923 stattgefunden hatte, hatte das Volk mit einer Mehrheit von 71,9 % ein Gesetz zur Einführung von Religionsunterricht in den Schulen angenommen. Der Riigikogu hatte das Gesetz zuvor abgelehnt. Da das Volk dem Riigikogu damit das Misstrauen ausgesprochen hatte, mussten nach § 32 der Verfassung spätestens 75 Tage nach der erfolgreichen Volksabstimmung neue Parlamentswahlen stattfinden.

## Wahlverlauf
Die 100 Abgeordneten wurden nach dem Grundsatz der Verhältniswahl für eine Legislaturperiode von drei Jahren gewählt. Die Parteien stellten für die Wahl Listen für die zehn Wahlkreise auf. Dieselben Kandidaten konnten in mehreren Wahlkreisen kandidieren. Die Sitzzuteilung erfolgte nach dem D’Hondt-Verfahren.
Bei der Parlamentswahl 1923 stellten sich nicht weniger als 26 Parteien und Gruppierungen zur Wahl. Streit gab es um die Zulassung einzelner estnischer Kommunisten auf den Namenslisten. Zahlreiche kommunistische Kandidaten wurden nicht zugelassen, da sie in der Sowjetunion lebten.
Nach den Wahlen wurden 2.367 Stimmen für die Estnische Volkspartei (Eesti Rahvaerakond) annulliert, da sie nicht den Vorgaben des Wahlgesetzes entsprachen.

## Wahlergebnis
Die Parlamentswahl brachte das zersplittertste estnische Parlament der Zwischenkriegszeit. Insgesamt vierzehn Parteien und Gruppierungen schafften den Einzug in den Riigikogu. Eine Sperrklausel gab es damals noch nicht. Sie wurde erst für die Wahlen 1926 eingeführt.
Die Wahlen 1923 stärkten das rechte Parteienspektrum. Der Bund der Landwirte (Põllumeeste Kogud) konnte seinen bei der Parlamentswahl 1920 erzielten Wahlerfolg festigen, zwei weitere Mandate hinzugewinnen und stärkste Partei werden.
Die bislang stärkste Fraktion, die Estnische Arbeitspartei (Eesti Tööerakond) unter Otto Strandman, verlor hingegen dramatisch und büßte zehn Sitze ein.
Auch die Linkssozialisten büßten sechs ihrer bislang elf Sitze ein und kamen lediglich auf fünf Mandate. Dies führte 1925 zu einer Vereinigung der Linkssozialisten mit der estnischen Sozialdemokratie zur Estnischen Sozialistischen Arbeiterpartei (Eesti Sotsialistlik Tööliste Partei). Die Verluste waren vor allem dem Stimmenzuwachs der estnischen Kommunisten geschuldet. Diese traten bei der Parlamentswahl 1923 unter dem Namen Gemeinsame Front des arbeitenden Volkes (Töörahva Ühine Väerind) an und konnten ihre Mandatszahl von bislang fünf Sitzen verdoppeln. Die „Gemeinsame Front“ war eine Tarnplattform der im Untergrund agierenden Kommunistischen Partei Estlands.
Die russischsprachige Minderheit konnte die Zahl der Abgeordneten durch Bündelung der russischen Kräfte von einem auf vier Mandate erhöhen. Die Deutsch-baltische Partei in Estland konsolidierte mit leichten Verlusten ihr Ergebnis von 1920.
Auch die Christliche Volkspartei (Kristlik Rahvaerakond) konnte ihr Ergebnis von 1920 halten und etablierte sich als einflussreicher Faktor in der estnischen Parteienlandschaft der 1920er Jahre.

## Amtliches Endergebnis
- Anzahl der Wahlberechtigten: 688.675 (ohne Armeeangehörige)
- In das Wahlregister eingetragene Personen: 702.542 (mit Armeeangehörigen)
- Abgegebene Stimmen: 477.284
- Wahlbeteiligung: 67,8 %
- Ungültige Stimmen (einschl. Armeeangehörige): 17.199 (3,6 %)
- Gültige Stimmen (einschl. Armeeangehörige): 460,085 (96,4 %)

### Im Parlament vertretene Parteien
| Partei | Partei                                        | deutscher Name                                   | politische Orientierung       | % (Wahl 1923) | Sitze II. Riigikogu (Wahl 1923) | % (Wahl 1920) | Sitze I. Riigikogu (Wahl 1920) |
| ------ | --------------------------------------------- | ------------------------------------------------ | ----------------------------- | ------------- | ------------------------------- | ------------- | ------------------------------ |
|        | Põllumeeste Kogud                             | Bund der Landwirte                               | konservativ-agrarisch         | 21,6 %        | 23                              | 20,8 %        | 21                             |
|        | Eesti Sotsiaaldemokraatline Tööliste Partei   | Estnische Sozialdemokratische Arbeiterpartei     | sozialdemokratisch            | 14,0 %        | 15                              | 17,1 %        | 18                             |
|        | Eesti Tööerakond                              | Estnische Arbeitspartei                          | Mitte-links                   | 11,2 %        | 12                              | 21,1 %        | 22                             |
|        | Töörahva Ühine Väerind                        | Gemeinsame Front des arbeitenden Volkes          | kommunistisch                 | 9,5 %         | 10                              | 5,3 %         | 5                              |
|        | Eesti Rahvaerakond                            | Estnische Volkspartei                            | Mitte-rechts                  | 7,5 %         | 8                               | 10,4 %        | 10                             |
|        | Kristlik Rahvaerakond                         | Christliche Volkspartei                          | christlich-konservativ        | 7,3 %         | 8                               | 7,2 %         | 7                              |
|        | Iseseisev Sotsialistlik Tööliste Partei       | Unabhängige Sozialistische Arbeiterpartei        | linkssozialistisch            | 4,7 %         | 5                               | 10,7 %        | 11                             |
|        | Rahvuslik-Vabameelne Partei                   | National-Freisinnige Partei                      | nationalliberal               | 4,5 %         | 4                               | –             | –                              |
|        | Vene ühendatud parteid                        | Vereinigte russische Parteien                    | russischsprachige Bevölkerung | 4,1 %         | 4                               | 1,8 %         | 1                              |
|        | Asunikud, Riigirentnikud ja Väikepõllupidajad | „Siedler, Staatspächter und Kleinbauern“         | Kleinbauern                   | 3,8 %         | 4                               | –             | –                              |
|        | Saksa-Balti Erakond                           | Deutsch-baltische Partei in Estland              | deutschbaltische Minderheit   | 3,5 %         | 3                               | 3,9 %         | 4                              |
|        | Üleriiklik Majaomanikkude Seltside Liit       | Gesamtstaatliche Union der Hauseigentümervereine | Hauseigentümer                | 2,2 %         | 2                               | 1,1 %         | 1                              |
|        | Üürnike Ühendus                               | Mietervereinigung                                | Mieter-Interessen             | 1,3 %         | 1                               | –             | –                              |
|        | Eesti Demobiliseeritud Sõjaväelaste Liit      | Union der demobilisierten Soldaten Estlands      | Kriegsveteranen               | 1,2 %         | 1                               | –             | –                              |

### 1923 bis 1926 nicht im Parlament vertretene Parteien
Die übrigen Parteien und Gruppierungen erhielten keine Abgeordnetenmandate:
- Töörahva Liit („Union des Arbeitsvolkes“): 0,9 %
- Rootsi Liit („Schwedische Union“): 0,8 %
- Saare väikemaapidajad („Kleinbauern aus Saaremaa“): 0,5 %
- Majandusrühm („Wirtschaftsgruppe“): 0,5 %
- Setu-Ingeri („Setukesen-Ingermanländer“): 0,3 %
- Väikekaupmehed, asunikud, maa- ja linnatöölised („Kleinkaufleute, Siedler, Land- und Stadtarbeiter“): 0,2 %
- Setu väikemaapidajad („Kleinbauern  Setumaas“): 0,1 %
- Maarahva Partei (Võru-Valga-Põlvamaa) („Landvolkpartei aus Võru-Valga-Põlvamaa“): 0,1 %
- Asunikud ja riigirentnikud (Saaremaa) („Siedler und Staatspächter aus Saaremaa“): 0,1 %
- Maarahva Partei (Harjumaa) („Landvolkpartei aus Harjumaa“): 0,0 %
- Isamaalaste Partei („Partei der Patrioten“): 0,0 %
- Maarahva Partei (Tallinn) („Landvolkpartei aus Tallinn“): 0,0 %

## Regierungsbildung
Am 30. Mai beendete der Riigikogu seine erste Legislaturperiode. Einen Tag später begann die Legislaturperiode des neuen Parlaments. Am 7. Juni kam das neue Parlament zu seiner ersten Plenarsitzung zusammen. Es wählte Jaan Tõnisson zum Parlamentspräsidenten.
Nach der Wahl blieb die bisherige Regierung unter Ministerpräsident Juhan Kukk (Estnische Arbeitspartei) noch bis August 1923 im Amt. Mit seiner bisherigen Koalition aus Põllumeeste Kogud (Bund der Landwirte, PK), Eesti Tööerakond (Estnische Arbeitspartei, ETE) und Eesti Sotsiaaldemokraatlik Tööliste Partei  (Estnische Sozialdemokratische Arbeiterpartei, ESDTP) konnte sich Kukk auf 50 Sitze im Parlament stützen.
Im August 1923 wurde Kukk vom Wahlgewinner, dem Vorsitzenden des Bundes der Landwirte Konstantin Päts, als Ministerpräsident abgelöst, der eine Mitte-rechts-Koalition aus den Põllumeeste Kogud sowie der Eesti Tööerakond, der Kristlik Rahvaerakond und der Eesti Rahvaerakond bildete. Sie konnte sich auf eine knappe Mehrheit von 51 der 100 Abgeordneten stützen.